# 唐天际
唐天际（1904年10月22日—1989年2月20日），原名唐时雍，湖南安仁县华王乡人，中国人民解放军中将。

## 生平

### 民国时期
1925年，在湖南衡阳加入中国共产主义青年团。同年7月，到广州入黄埔军校学习。1926年参加北伐战争，曾任国民革命军前敌总指挥部宣传分队长。同年9月转为中国共产党党员。1927年，任国民革命军三十六军一团三营党代表、二十军特务连副连长。参加南昌起义，曾任南昌卫戍司令部副官长。1928年1月参加湘南起义。4月随朱德部到井冈山，任红四军二十八团二连、三营党代表。同年9月后，任湘南游击大队大队长、中共湘南特委副书记。
1930年春起，任红二十二军二纵队司令员、六十四师师长。1931年，调任红四军参谋处参谋。1932年，任红五军团四十师和四十四师政委、十五军政治部副主任、红三军团五师政治部主任等职。1934年10月参加长征。曾任中共中央革命军事委员会司令部队列科科长。到陕北后任红十五军团政治部破坏部部长、红三十一军参谋长、援西军政治部宣传部部长。
抗日战争爆发后，任八路军野战政治部民运部副部长。不久被派往太原，任第二战区民族革命战争战地总动员委员会人民武装部副部长。1938年4月，任晋豫边游击支队司令员，在山西阳城以南王屋山地区开展游击战争，建立抗日根据地。1940年2月任，八路军一二九师新编一旅政委。率部参加了百团大战。1943年4月，调任太岳军区第四军分区司令员。抗日战争后，任中共吉东省委书记兼吉东军区政委、吉林军区副政委。1948年8月起，任东北野战军前方第一指挥所（后改为第一兵团）、第十二兵团副政委兼政治部主任。后曾兼任长春军管会主任，参加了辽沈战役、平津战役。后曾兼任第四野战军郑州办事处主任、中共信南工委书记、湖南军区副司令员和副政委。

### 共和国时期
中华人民共和国成立后，任第二十一兵团政委。1950年，任中共中央中南局委员。1952年1月，任湖南军区司令员、荆江分洪总指挥部总指挥兼荆江水利工程部队司令员、政委。1953年1月任军委防空部队政委。1954年6月，任军委财务部第一副部长。1955年，被授予中将军衔；获一级八一勋章、一级独立自由勋章、一级解放勋章。
1957年至1963年，担任中国人民解放军总后勤部副部长。1978年，当选中共中央纪律委员会常委。1988年获一级红星功勋荣誉章。1989年2月20日，因病在北京去世。
此外他还担任中共七大代表，第四届全国人大代表，第五届全国人大常委会委员，第二、三届全国政协委员，第四届全国政协常委。在中共十一届三中全会上当选为中央纪委常委。